# Blacus tenuipes
Blacus tenuipes är en stekelart som beskrevs av Van Achterberg 1988. Blacus tenuipes ingår i släktet Blacus och familjen bracksteklar. Inga underarter finns listade.